# Wojciech Węgierski
Wojciech Węgierski herbu Belina (ur. 2 marca 1602 w Ostrorogu, zm. w kwietniu 1659 w Bardiowie) – protestancki kaznodzieja, kronikarz i poeta. Pochodził z drobnoszlacheckiej rodziny wielkopolskiej wywodzącej się z Węgierek w dawnym powiecie pyzdrskim. Urodził się w Wielkopolsce jako najmłodszy syn Wacława Węgierskiego i jego drugiej żony, Małgorzaty z Ruchajewiczów (Ruchajewskich).
Kształcił się prawdopodobnie od około 1615 r. w szkole braci czeskich w Ostrorogu, a od 1619 r. w gimnazjum w Bytomiu na Dolnym Śląsku. Niewykluczone, że zdobywał edukację i w innych ośrodkach naukowych, ale brak na to źródłowego potwierdzenia. W dniu 7 lutego 1626 r. objął funkcję rektora szkoły w rodzinnej miejscowości. Niespełna dwa lata później, 14 grudnia 1627 został ordynowany na diakona Jednoty braci czeskich. W tymże samym roku przeniósł się do Małopolski, gdzie został kaznodzieją Kościoła kalwińskiego.
Początkowo pełnił obowiązki ministra w Opolu Lubelskim (do 1637 r.), następnie w Wielkiejnocy pod Krakowem. W 1640 r. został konseniorem dystryktu krakowskiego Kościoła ewangelicko-reformowanego, w 1643 seniora, a 2 maja 1653 r. superintendentem, czyli duchownym zwierzchnikiem swego Kościoła w Małopolsce. w 1645 r. uczestniczył w toruńskim spotkaniu kilku wyznań, tzw. Colloquium charitativum. Po zakończeniu potopu szwedzkiego zmuszony został do ucieczki z Małopolski. Zmarł na Słowacji w kwietniu 1659, a jego pogrzeb odbył się 27 kwietnia.
Pozostawił po sobie niemały dorobek literacki. Był autorem polskich i łacińskich poematów, wierszy okolicznościowych oraz kazań pogrzebowych. Jako teolog zaznaczył się traktatem apologetycznym Antidotum abo lekarstwo duszne (Baranów 1646, Królewiec 1750). Był również autorem dzieła historiograficznego Kronika zboru ewangelickiego krakowskiego (Kraków 1817, wydanie krytyczne Kraków 2007). Z małżeństwa z Barbarą Płachtówną, córką Franciszka Płachty, pozostawił kilkoro potomstwa.